# وزارة الخارجية
وزارة الخارجية هي إحدى الحقائب الوزارية في دولة ما. ومن يحملها يطلق عليه اسم وزير الخارجية. مهام وزارة الخارجية هي تنظيم العلاقات الخارجية والدبلوماسية مع الدول؛ وذلك بتنظيم رحلات الهجرة الوافدة على البلد، أو الخارجة منه؛ وذلك بفتح سفارات تابعة للدولة في الدول التي تربطها معها علاقات دبلوماسية.

## قائمة الدول
| صورة | الدولة                      | اسم الوزارة                                                                | موقع الوزارة                                                                                            |
| ---- | --------------------------- | -------------------------------------------------------------------------- | --- |
|      | إثيوبيا                     | وزارة الخارجية الإثيوبية                                                   | www.mfa.gov.et                                                                                          |
|      | أذربيجان                    | وزارة خارجية جمهورية أذربيجان                                              | www.mfa.gov.az                                                                                          |
|      | الأرجنتين                   | وزارة العلاقات الخارجية والتجارة الدولية والعبادة الأرجنتينية [الإنجليزية] | https://www.cancilleria.gob.ar                                                                          |
|      | الأردن                      | وزارة الخارجية وشؤون المغتربين                                             | https://mfa.gov.jo/                                                                                     |
|      | أرمينيا                     | وزارة الخارجية الأرمينية                                                   | https://www.mfa.am/en                                                                                   |
|      | إرتريا                      | وزارة الخارجية الإريترية [الإنجليزية]                                      | |
|      | إسبانيا                     | وزارة الشؤون الخارجية الإسبانية [الإنجليزية]                               | https://www.exteriores.gob.es/es/Paginas/index.aspx                                                     |
|      | أستراليا                    | وزارة الخارجية الأسترالية [الإنجليزية]                                     | https://www.foreignminister.gov.au/                                                                     |
|      | إستونيا                     | وزارة خارجية إستونيا [الإنجليزية]                                          | https://vm.ee/                                                                                          |
|      | أفغانستان                   | وزارة الخارجية الأفغانية                                                   | mfa.gov.af                                                                                              |
|      | الإكوادور                   | وزارة خارجية الإكوادور                                                     | |
|      | ألبانيا                     | وزارة الخارجية الألبانية [الإنجليزية]                                      | punetejashtme.gov.al                                                                                    |
|      | ألمانيا                     | وزارة الخارجية                                                             | https://www.auswaertiges-amt.de/                                                                        |
|      | الإمارات العربية المتحدة    | وزارة الخارجية و التعاون الدولي                                            | https://www.mofaic.gov.ae/                                                                              |
|      | أنتيغوا وباربودا            | وزارة خارجية أنتيغوا وبربودا                                               | |
|      | أندورا                      | وزارة خارجية أندورا                                                        | www.exteriors.ad/en                                                                                     |
|      | إندونيسيا                   | وزارة خارجية جمهورية إندونيسيا                                             | https://www.kemlu.go.id/                                                                                |
|      | أنغولا                      | وزارة العلاقات الخارجية (أنغولا) [الإنجليزية]                              | https://www.mfa.gov.rs/en                                                                               |
|      | الأوروغواي                  | وزارة العلاقات الخارجية في الأوروغواي [الإنجليزية]                         | https://www.gub.uy                                                                                      |
|      | أوزبكستان                   | وزارة الخارجية الأوزبكية                                                   | https://www.mfa.uz/en                                                                                   |
|      | أوغندا                      | وزارة خارجية أوغندا                                                        | https://www.mofa.go.ug/                                                                                 |
|      | أوكرانيا                    | وزارة شؤون خارجية أوكرانيا                                                 | https://mfa.gov.ua/                                                                                     |
|      | إيران                       | وزارة الشؤون الخارجية                                                      | https://ar.mfa.gov.ir/                                                                                  |
|      | أيرلندا                     | وزارة خارجية إيرلندا                                                       | https://www.dfa.ie/                                                                                     |
|      | آيسلندا                     | وزارة خارجية آيسلندا                                                       | https://www.government.is/                                                                              |
|      | إيطاليا                     | وزارة الشؤون الخارجية                                                      | https://www.esteri.it/it/                                                                               |
|      | إسواتيني                    | وزارة الشؤون الخارجية و التعاون الدولي                                     | https://www.gov.sz/index.php/ministries-departments/ministry-of-foreign-affairs-a-international-affairs |
|      | بابوا غينيا الجديدة         | وزارة الشؤون الخارجية                                                      | |
|      | باراغواي                    | وزارة العلاقات الخارجية                                                    | https://www.mre.gov.py/                                                                                 |
|      | باكستان                     | وزارة الخارجية الباكستانية                                                 | https://mofa.gov.pk/                                                                                    |
|      | البحرين                     | وزارة خارجية البحرين                                                       | mofa.gov.bh                                                                                             |
|      | البرازيل                    | وزارة العلاقات الخارجية                                                    | https://www.gov.br/mre                                                                                  |
|      | بربادوس                     | وزارة الشؤون الخارجية والتجارة الخارجية                                    | https://www.foreign.gov.bb/                                                                             |
|      | البرتغال                    | وزارة الشؤون الخارجية                                                      | https://www.portaldiplomatico.mne.gov.pt/                                                               |
|      | بروني                       | وزارة الشؤون الخارجية                                                      | https://www.mfa.gov.bn/                                                                                 |
|      | بلجيكا                      | وزارة الخارجية البلجيكية [الإنجليزية]                                      | https://diplomatie.belgium.be/                                                                          |
|      | بلغاريا                     | وزارة الشؤون الخارجية                                                      | https://www.mfa.bg/                                                                                     |
|      | بنما                        | وزارة العلاقات الخارجية                                                    | https://mire.gob.pa/                                                                                    |
|      | بوتسوانا                    | وزارة الشؤون الدولية و التعاون                                             | https://www.gov.bw/ministries/ministry-foreign-affairs                                                  |
|      | بوركينا فاسو                | وزارة الشؤون الخارجية و التعاون الإقليمي وبوركينابيي الخارج                | https://www.mae.gov.bf/accueil#                                                                         |
|      | البوسنة والهرسك             | وزارة خارجية البوسنة والهرسك                                               | https://www.mvp.gov.ba/default.aspx?pageIndex=1                                                         |
|      | بولندا                      | وزارة الخارجية                                                             | https://www.gov.pl/web/diplomacy                                                                        |
|      | بوليفيا                     | وزارة العلاقات الخارجية                                                    | https://cancilleria.gob.bo/webmre/                                                                      |
|      | بيرو                        | وزارة العلاقات الخارجية                                                    | https://www.gob.pe/rree                                                                                 |
|      | بيلاروس                     | وزارة خارجية جمهورية بيلاروسيا                                             | https://www.mfa.gov.by/en/                                                                              |
|      | تايلند                      | وزارة الخارجية                                                             | https://www.mfa.go.th/en                                                                                |
|      | تركمانستان                  | وزارة خارجية تركمنستان                                                     | https://www.mfa.gov.tm/                                                                                 |
|      | تركيا                       | وزارة الشؤون الخارجية                                                      | https://www.mfa.gov.tr/default.ar.mfa                                                                   |
|      | تشاد                        | وزارة الخارجية والتكامل الأفريقي والتشاديون في الخارج                      | https://diplomatie.gouv.td/                                                                             |
|      | تونس                        | وزارة الشؤون الخارجية والهجرة والتونسيين بالخارج                           | diplomatie.gov.tn                                                                                       |
|      | جامايكا                     | وزارة الشؤون الخارجية والتجارة الخارجية                                    | https://mfaft.gov.jm/                                                                                   |
|      | الجبل الأسود                | وزارة الشؤون الخارجية                                                      | https://www.gov.me/en/mvp                                                                               |
|      | الجزائر                     | وزارة الشؤون الخارجية الجزائرية                                            | https://www.mfa.gov.dz/                                                                                 |
|      | جزر القمر                   | وزارة خارجية جزر القمر [الإنجليزية]                                        | diplomatie-comores.org                                                                                  |
|      | الجمهورية التشيكية          | وزارة الشؤون الخارجية                                                      | https://www.mzv.cz/jnp/en/index.html                                                                    |
|      | جمهورية تنزانيا المتحدة     | وزارة الخارجية والتعاون الشرق أفريقي                                       | https://www.foreign.go.tz/                                                                              |
|      | الجمهورية الدومينيكية       | وزارة العلاقات الخارجية                                                    | https://mirex.gob.do/                                                                                   |
|      | سوريا                       | وزارة الخارجية والمغتربين                                                  | mofa.gov.sy                                                                                             |
|      | جمهورية كوريا               | وزارة الخارجية                                                             | https://www.mofa.go.kr/eng/index.do                                                                     |
|      | جمهورية الكونغو الديمقراطية | وزارة خارجية جمهورية الكونغو الديمقراطية [الإنجليزية]                      | minaffet.gouv.cd                                                                                        |
|      | جمهورية مقدونيا الشمالية    | وزارة الشؤون الخارجية                                                      | https://mfa.gov.mk/en                                                                                   |
|      | جمهورية مولدوفا             | وزارة الخارجية والتكامل الأوروبي                                           | https://mfa.gov.md/en                                                                                   |
|      | جيبوتي                      | وزارة جيبوتي للشؤون الخارجية [الإنجليزية]                                  | diplomatie.gouv.dj                                                                                      |
|      | الدنمارك                    | وزارة الشؤون الخارجية                                                      | https://um.dk/en                                                                                        |
|      | رومانيا                     | وزارة الشؤون الخارجية                                                      | http://mae.ro/en                                                                                        |
|      | ساحل العاج                  | وزارة الشؤون الخارجية والتكامل الأفريقي والشتات                            | https://diplomatie.gouv.ci/                                                                             |
|      | سلوفاكيا                    | وزارة الخارجية والشؤون الأوروبية                                           | https://mzv.sk/en/web/en                                                                                |
|      | سلوفينيا                    | وزارة الخارجية والشؤون الأوروبية                                           | https://www.gov.si/en/state-authorities/ministries/ministry-of-foreign-and-european-affairs/            |
|      | سنغافورة                    | وزارة الخارجية                                                             | https://www.mfa.gov.sg/                                                                                 |
|      | السودان                     | وزارة الخارجية السودانية                                                   | http://www.mfa.gov.sd                                                                                   |
|      | السويد                      | وزارة الخارجية                                                             | https://www.government.se/                                                                              |
|      | سويسرا                      | وزارة الخارجية الاتحادية السويسرية                                         | https://www.eda.admin.ch/eda/en/fdfa.html                                                               |
|      | تشيلي                       | وزارة العلاقات الخارجية                                                    | https://www.minrel.gob.cl/minrel/en                                                                     |
|      | صربيا                       | وزارة الشؤون الخارجية                                                      | https://www.mfa.gov.rs/en                                                                               |
|      | روسيا                       | وزارة خارجية الاتحاد الروسي                                                | http://www.mid.ru                                                                                       |
|      | الصين                       | وزارة الخارجية لجمهورية الصين الشعبية                                      | https://www.fmprc.gov.cn/ara/                                                                           |
|      | الصومال                     | وزارة الخارجية الصومالية                                                   | www.mfa.gov.so                                                                                          |
|      | العراق                      | وزارة الخارجية العراقية                                                    | https://mofa.gov.iq/                                                                                    |
|      | عُمان                        | وزارة الخارجية العمانية                                                    | https://fm.gov.om/                                                                                      |
|      | فلسطين                      | وزارة الخارجية والمغتربين الفلسطينية                                       | mofa.pna.ps                                                                                             |
|      | فرنسا                       | وزارة الخارجية والشؤون الخارجية الفرنسية                                   | https://www.diplomatie.gouv.fr/fr/                                                                      |
|      | فنلندا                      | وزارة الشؤون الخارجية                                                      | https://um.fi/frontpage                                                                                 |
|      | قبرص                        | وزارة خارجية جمهورية قبرص                                                  | https://mfa.gov.cy/                                                                                     |
|      | قطر                         | وزارة الخارجية القطرية                                                     | https://mofa.gov.qa/                                                                                    |
|      | كرواتيا                     | وزارة الخارجية والشؤون الأوروبية                                           | https://mvep.gov.hr/en                                                                                  |
|      | كندا                        | الشؤون العالمية الكندية                                                    | https://www.international.gc.ca/                                                                        |
|      | الكويت                      | وزارة الشؤون الخارجية الكويتية                                             | http://www.mofa.gov.kw                                                                                  |
|      | لبنان                       | وزارة الخارجية والمغتربين اللبنانية                                        | mfa.gov.lb                                                                                              |
|      | لوكسمبورغ                   | وزارة الشؤون الخارجية والأوروبية                                           | https://maee.gouvernement.lu/en.html                                                                    |
|      | ليبيا                       | وزارة الخارجية الليبية                                                     | foreign.gov.ly                                                                                          |
|      | ليتوانيا                    | وزارة خارجية جمهورية ليتوانيا                                              | https://urm.lt/                                                                                         |
|      | مالطا                       | وزارة الشؤون الخارجية والأوروبية والتجارة                                  | https://foreign.gov.mt/                                                                                 |
|      | مالي                        | وزارة الشؤون الخارجية و التعاون الدولي                                     | https://diplomatie.gouv.ml/                                                                             |
|      | ماليزيا                     | وزارة الشؤون الخارجية                                                      | https://www.kln.gov.my/web/guest/home                                                                   |
|      | مصر                         | وزارة الخارجية المصرية                                                     | mfa.gov.eg                                                                                              |
|      | المغرب                      | وزارة الشؤون الخارجية و التعاون الإفريقي و المغاربة المقيمين بالخارج       | https://www.diplomatie.ma/ar                                                                            |
|      | المكسيك                     | وزارة الشؤون الخارجية                                                      | https://www.gob.mx/sre/documentos/ministry-of-foreign-affairs                                           |
|      | السعودية                    | وزارة الخارجية السعودية                                                    | my.gov.sa                                                                                               |
|      | المملكة المتحدة             | وزارة الخارجية وشؤون الكومنولث                                             | https://www.fco.gov.uk                                                                                  |
|      | موريتانيا                   | وزارة الشؤون الخارجية والتعاون والموريتانيين في الخارج                     | https://www.diplomatie.gov.mr/                                                                          |
|      | موزامبيق                    | وزارة الشؤون الخارجية و التعاون                                            | |
|      | موناكو                      | مديرية العلاقات الخارجية و التعاون                                         | https://en.gouv.mc/Government-Institutions/The-Government/Ministry-of-Foreign-Affairs-and-Cooperation   |
|      | ناميبيا                     | وزارة العلاقات الدولية و التعاون                                           | https://oag.gov.na/ministry-of-international-relations-and-cooperation                                  |
|      | النرويج                     | وزارة الشؤون الخارجية                                                      | https://www.regjeringen.no/en/dep/ud/id833/                                                             |
|      | النمسا                      | وزارة خارجية النمسا [الإنجليزية]                                           | https://www.bmeia.gv.at/                                                                                |
|      | النيجر                      | وزارة الخارجية والتعاون والتكامل الأفريقي والنيجيريين بالخارج              | http://www.diplomatie.gouv.ne/                                                                          |
|      | نيجيريا                     | وزارة الخارجية                                                             | https://foreignaffairs.gov.ng/                                                                          |
|      | نيكاراغوا                   | وزارة العلاقات الخارجية                                                    | |
|      | نيوزيلندا                   | وزارة الشؤون الخارجية والتجارة                                             | https://www.mfat.govt.nz/                                                                               |
|      | هايتي                       | وزارة الشؤون الخارجية والعبادة                                             | https://mae.gouv.ht/                                                                                    |
|      | الهند                       | وزارة الشؤون الخارجية                                                      | https://www.mea.gov.in/                                                                                 |
|      | هنغاريا                     | وزارة الشؤون الخارجية والتجارة                                             | https://2015-2019.kormany.hu/en/ministry-of-foreign-affairs-and-trade/contacts                          |
|      | هولندا                      | وزارة الشؤون الخارجية                                                      | https://www.government.nl/                                                                              |
|      | الولايات المتحدة الأمريكية  | وزارة الخارجية                                                             | https://www.state.gov/                                                                                  |
|      | اليابان                     | وزارة الخارجية اليابانية                                                   | https://www.mofa.go.jp                                                                                  |
|      | اليمن                       | وزارة الخارجية اليمنية                                                     | http://www.mofa-ye.org                                                                                  |
|      | اليونان                     | وزارة الخارجية اليونانية                                                   | https://www.mfa.gr/en/index.html                                                                        |